# Aranđel Stojković
Aranđel Stojković (in serbo Аранђел Стојковић?; Belgrado, 2 marzo 1995) è un calciatore serbo, difensore del Debrecen in prestito dal Partizan.

## Carriera

### Club
Il 1º luglio 2018 viene acquistato a titolo definitivo dalla squadra serba del Vojvodina.

## Palmarès

### Competizioni nazionali
- Coppa di Serbia: 1

Vojvodina: 2019-2020